# North Stonington
North Stonington è un comune di 5.233 abitanti degli Stati Uniti d'America, situato nella Contea di New London nello Stato del Connecticut.